# 야마우치 아키라
야마우치 아키라(일본어: 山内 彰, 2000년 3월 10일~)는 일본의 축구 선수이다.

## 구단 경력
그는 2022년 J3리그의 FC 기후에 입단했다. 2023년 7월 일본 풋볼 리그의 레일락 시가 FC로 이적했다. 2024년 일본 지역 리그의 베로스크로노스 쓰노로 이적했다.